# The Spies Who Loved Me
The Spies Who Loved Me (Hangul: 나를 사랑한 스파이; RR: Naleul Saranghan Seupai, lit.: The Spy Who Loves Me), es una serie de televisión surcoreana transmitida del 21 de octubre de 2020 hasta el 17 de diciembre de 2020 a través de la MBC.

## Sinopsis
Kang Ah-reum es una diseñadora de vestidos de novia que sin darse cuenta se ve atrapada en el mundo del espionaje, luego de estar casada en dos ocasiones con maridos que guardan muchos secretos.
Su primer marido, Jun Ji-hoon trabaja como un fotógrafo de viajes pero que en realidad es un encantador agente secreto que trabaja para la Interpol. Mientras estuvo casado con Ah-reum nunca le dijo nada sobre su profesión, por lo que se divorciaron sin que ella se enterara de su vida secreta como espía.
Luego de divorciarse Ah-reum conoce y se casa con su segundo y actual marido Derek Hyun, un amable y cálido funcionario diplomático, que en realidad es un inteligente e insensible espía corporativo con una racha competitiva dispuesto a hacer lo que sea por su trabajo.
Las cosas se complican más cuando Ji-hoon aparece frente a Ah-reum y Derek.

## Reparto

### Personajes principales[10]
| Actor       | Personaje                  | N.º de episodios | Notas |
| ----------- | -------------------------- | ---------------- | --- |
| Yoo In-na   | Kang Ah-reum               | 16               | Es una diseñadora de vestidos de novia que ha estado casada dos veces, sin saber que ambos son en realidad agentes secretos. |
| Eric Mun    | Jun Ji-hoon                | 16               | Es un encantador e impredecible agente secreto que trabaja para la Interpol y que se hace pasar por un fotógrafo de viajes. Es el primer esposo de Kang Ah-reum, con quien se reencuentra bajo circunstancias no tan ideales.                                  |
| Lim Ju-hwan | Derek Hyun / Hyun Dae-hyun | 16               | Es un inteligente espía corporativo con una racha competitiva que se hace pasar por un funcionario diplomático. Es el segundo y actual esposo de Kang Ah-reum, a quien trata con dulzura y ama con sinceridad, pero a quien también le oculta su verdadero yo. |

### Personajes secundarios[14]
| Actor          | Personaje             | N.º de episodios | Notas |
| -------------- | --------------------- | ---------------- | --- |
| Kim Tae-woo    | Jefe Ban              | -                | Es el director de la Dirección de la Oficina de Asuntos Industriales y Confidenciales de la Interpol (inglés: "Bureau of Industrial and Confidential Affairs"). Así como un veterano con una larga trayectoria en la detección de situaciones y personas de la Oficina de Relaciones Exteriores de la Agencia Nacional de la Policía (inglés: "National Police Agency's Foreign Affairs Bureau"), que tiene el poder de penetrar en el corazón incluso cuando habla en broma. |
| Jung Suk-yong  | Kang Tae-ryong        | -                | Es el jefe de la Interpol. |
| Cha Joo-young  | Hwang Seo-ra          | -                | Es una agente secreta de la Interpol, así como una compañera de trabajo del agente Jun Ji-hoon. Seo-ra ama la emoción que le genera su trabajo. |
| Bae In-hyuk    | Kim Young-goo         | -                | Es el inteligente y miembro más joven del departamento de análisis de la Oficina de Asuntos Industriales y Confidenciales de la Interpol, quien se hace pasar como el jefe del departamento de ventas de la editorial "Gulliver". |
| Lee Jong-won   | "Tinker"              | -                | Es un joven agente de la agencia de espionaje "Hermes" y un experto en la restauración de autos clásicos. Es uno de los compañeros de trabajo del agente Derek Hyun. |
| Park So-jin    | Bae Doo-rae           | -                | Es la mejor amiga y socia comercial de Kang Ah-reum. Mientras Doo-rae diseña zapatos de boda, Ah-reum diseña los vestidos. No tiene miedo al momento de darle consejos duros a su amiga. |
| Kim Chung      | Han Bok-shim          | -                | |
| Kim Hye-ok     | Hye Ra-shin           | -                | |
| Lee Joo-woo    | Kim Dong-ran          | -                | Es la hermosa e inteligente segunda hija del conglomerado "Dong Tak Group", así como la CEO de "DDK Foods". Aunque parece haber nacido con todo lo que necesita, en realidad debido a que nació fuera del matrimonio, se encuentra en una constante y feroz competencia por la herencia con su medio hermano Kim Dong-taek. |
| Jang Jae-ho    | Kim Dong-taek         | -                | Es el hermano de Kim Dong-ran. |
| Jeon Seung-bin | Baek Oil-ho ("Peter") | -                | Es un espía. |
| Yoon So-hee    | Sophie Ahn            | -                | Es la informante de Jun Ji-hoon y amiga de Kang Ah-reum, quien desaparece el día de su boda. Poco después muere luego de ser asesinada por un hombre misterioso mientras esperaba a Ah-reum, luego de llamarla para pedirle ayuda. |
| Ji Hyun-joon   | Jang Doo-bong         | -                | |
| Lee Ha-eun     | Yoon Yeo-jung         | -                | |

### Otros personajes
| Actor            | Personaje      | Episodios donde apareció | Notas                                      |
| ---------------- | -------------- | ------------------------ | ------------------------------------------ |
| Yu Hyung-jun     | Ma Do-shik     | 1, 5-7, 9                |                                            |
| Ok Joo-ri        | -              | 1, 4, 6, 9               | Es una miembro del staff.                  |
| Park Sun-hye     | Ms. Song       | 1, 4, 6, 9               |                                            |
| John D. Michaels | -              | 1, 3, 5                  | Es un oficial de la CIA.                   |
| Joey Albright    | Max Hoffman    | 1, 5                     |                                            |
| Yoon Jong-won    | -              | 1-2                      | Es un miembro de seguridad.                |
| Ki Eun-se        | Kang Yoo-ra    | 1                        | Es una novia.                              |
| Jang Eui-don     | Shin Ik-hyun   | 1                        |                                            |
| Foster Burden    | Harrison Young | 1                        |                                            |
| Choi Yoon-bin    | -              | 2                        | Es un criminal.                            |
| Shin Ki-won      | -              | 2                        | Es un detective.                           |
| Oh Kyung-joo     | Park Sung-hwan | 3, 9                     |                                            |
| Park Bo-eun      | -              | 3                        | Es una enfermera.                          |
| Park Il-mok      | -              | 3                        | Es un empleado de "Daehan Shooting Range". |
| Jang Yong-chul   | -              | 4, 9                     | Es el dueño del restaurante.               |
| Seo Jeong-hoo    | -              | 5                        | Es un vendedor de relojes.                 |
| Min Dae-shik     | Han Kyung-shik | 6-7                      |                                            |
| Moon Ji-hoo      | -              | -                        | Es un subordinado de Jang Doo-bong.        |

### Apariciones especiales
| Actor | Personaje | Episodios donde apareció | Notas                                                               |
| ----- | --------- | ------------------------ | ------------------------------------------------------------------- |
| Hani  | -         | 8-9                      | Es una genio hacker conocida como "Stone Skipper of Daedong River". |

## Episodios
La serie está conformada por treinta y dos episodios, los cuales son emitidos todos los miércoles y jueves a las 21:30 (2 episodios por día) (KST).
El 16 de noviembre del 2020, la MBC anunció que no emitiría el episodio del 18 de noviembre del mismo año, debido a que transmitirían en vivo la segunda ronda de la Serie Coreana de la Liga KBO 2020.

### Índices de audiencia
Los números en color rojo indican las calificaciones más bajas, mientras que los números en azul indican las calificaciones más altas.
| Ep.      | Fecha de emisión        | Cuota de audiencia promedio a nivel nacional | Cuota de audiencia promedio a nivel nacional |
| Ep.      | Fecha de emisión        | Part 1                                       | Part 2                                       |
| -------- | ----------------------- | -------------------------------------------- | -------------------------------------------- |
| 1        | 21 de octubre de 2020   | 3.7%                                         | 4.3%                                         |
| 2        | 22 de octubre de 2020   | 3.0%                                         | 3.2%                                         |
| 3        | 28 de octubre de 2020   | 1.8%                                         | 2.4%                                         |
| 4        | 29 de octubre de 2020   | 2.8%                                         | 2.6%                                         |
| 5        | 5 de noviembre de 2020  | 2.8%                                         | 3.2%                                         |
| 6        | 11 de noviembre de 2020 | 2.2%                                         | 2.4%                                         |
| 7        | 12 de noviembre de 2020 | 2.7%                                         | 3.1%                                         |
| 8        | 19 de noviembre de 2020 | 3.0%                                         | 2.8%                                         |
| 9        | 25 de noviembre de 2020 | 1.6%                                         | 1.5%                                         |
| 10       | 26 de noviembre de 2020 | 2.1%                                         | 2.5%                                         |
| 11       | 2 de diciembre de 2020  | 2.1%                                         | 2.2%                                         |
| 12       | 3 de diciembre de 2020  | 2.2%                                         | 2.6%                                         |
| 13       | 9 de diciembre de 2020  | 1.8%                                         | 2.3%                                         |
| 14       | 10 de diciembre de 2020 | 2.9%                                         | 2.8%                                         |
| 15       | 16 de diciembre de 2020 | 1.8%                                         | 2.0%                                         |
| 16       | 17 de diciembre de 2020 | 2.5%                                         | 2.8%                                         |
| Promedio | Promedio                | %                                            | %                                            |

## Música
El OST de la serie está conformado por las siguientes canciones:

### Parte 1
| No. | Intérprete    | Canción                        | Letra                      | Música      | Duración |
| --- | ------------- | ------------------------------ | -------------------------- | ----------- | -------- |
| 1   | Jung Yong-hwa | "Shall We Kiss?" (키스해볼까?) | Choi Gap-won y Good Choice | ZigZag Note | 3:23     |
| 2   |               | "Shall We Kiss?" (Ints.)       | -                          | ZigZag Note | 3:23     |

### Parte 2
| No. | Intérprete   | Canción                           | Letra                      | Música                                     | Duración |
| --- | ------------ | --------------------------------- | -------------------------- | ------------------------------------------ | -------- |
| 1   | Lee Min-hyuk | "Only You Don't Know" (너만 몰라) | Good Choice y Choi Gap-won | Sim, Jeon Geun-hwa (de Weeky1) y CLEF CREW | 3:20     |
| 2   |              | "Only You Don't Know" (Ints.)     | -                          | Sim, Jeon Geun-hwa (de Weeky1) y CLEF CREW | 3:20     |

### Parte 3
| No. | Intérprete                  | Canción              | Letra                                   | Música                                         | Duración |
| --- | --------------------------- | -------------------- | --------------------------------------- | ---------------------------------------------- | -------- |
| 1   | Yoo Hwe-seung (de N.Flying) | "Run To You"         | Luka (de Artmatic), Yoo Su-jin y Gadeul | Park Geun-cheol, Jeong Su-min y Yoo Woong-yeol | 3:54     |
| 2   |                             | "Run To You" (Ints.) | -                                       | Park Geun-cheol, Jeong Su-min y Yoo Woong-yeol | 3:54     |

### Special Track
| No. | Intérpretes | Canción                | Letra              | Música                     | Duración |
| --- | ----------- | ---------------------- | ------------------ | -------------------------- | -------- |
| 1   | Everglow    | "Let Me Dance"         | Park Kyungjin y LE | Sypher Muzik y Kang Taewon | 3:20     |
| 2   |             | "Let Me Dance" (Ints.) | -                  | Sypher Muzik y Kang Taewon | 3:20     |

### Parte 4
| No. | Intérprete  | Canción               | Letra          | Música | Duración |
| --- | ----------- | --------------------- | -------------- | ------ | -------- |
| 1   | Baek A-yeon | "Wherever" (어디라도) | Gaemi y Gadeul | Gaemi  | 4:05     |
| 2   |             | "Wherever" (Ints.)    | -              | Gaemi  | 4:05     |

## Premios y nominaciones
| Año  | Categoría                                                   | Premio               | Nominado    | Resultado |
| ---- | ----------------------------------------------------------- | -------------------- | ----------- | --------- |
| 2020 | Excellence Award for an Actor in a Wednesday-Thursday Drama | 39th MBC Drama Award | Lim Ju-hwan | Ganó      |

## Producción
La serie también es conocida como "The Spy Who Loves Me".
La dirección estuvo a cargo de Lee Ji-min (이재진), quien contó con el apoyo del guionista Lee Ji-min (이지민). Mientras que la producción fue realizada por Hwang Ji-woo.
La serie también contó con el apoyo de la compañía de producción "Story & Pictures Media".

### Transmisión internacional
La serie está disponible como iQIYI Original y exclusivamente en iQIYI a nivel mundial (excepto en China y Corea) con subtítulos en varios idiomas. También está disponible de forma no exclusiva en iQIYI en Corea del Sur.